# Tenis na Letních olympijských hrách 1996
Tenis na Letních olympijských hrách 1996 v Atlantě měl na programu celkem čtyři soutěže, v jehož rámci se představily mužská dvouhra a čtyřhra, stejně jako ženská dvouhra a čtyřhra.
Poražení semifinalisté odehráli poprvé od roku 1924 zápas o bronzovou medaili.

## Olympijský turnaj
Olympijský turnaj se konal mezi 23. červencem až 3. srpnem 1996 na otevřených dvorcích s tvrdým povrchem v georgijské metropoli Atlantě. Dějištěm se stal areál Stone Mountain Tennis Center, ležící ve městě Stone Mountain, v okresu DeKalb County. Postaven byl přímo pro olympijskou událost. Skládal se z centrálního dvorce a dalších patnácti kurtů. Ve dvouhrách i čtyřhrách poprvé od znovuzařazení tenisu roku 1988 neproběhly kvalifikace do hlavních soutěží.
Pořadí národů vyhrály Spojené státy, jejichž tenisté si odvezli zlaté kovy ze tří soutěží. V mužském singlu triumfoval Američan Andre Agassi, když ve finále přehrál španělského olympionika Sergiho Brugueru. Po následném vítězství na French Open 1999 se stal druhým tenistou historie (po Steffi Grafové), jenž zkompletoval tzv. Zlatý Slam, tj. vyhrál všechny čtyři Grand Slamy i olympijské hry. Ženskou dvouhru ovládla jeho krajanka Lindsay Davenportová po výhře nad Španělkou Arantxou Sánchezovou Vicariovou.
Mužskou deblovou soutěž opanovala nejvýše nasazená australská dvojice Todd Woodbridge a Mark Woodforde poté, co v boji o zlato porazila britský pár Neil Broad a Tim Henman.
V ženské čtyřhře obhájila turnajové vítězství z Barcelony americká dvojice Gigi Fernándezová a Mary Joe Fernandezová, když si ve finále poradila s českými reprezentantkami Janou Novotnou a Helenou Sukovou. Obě Američanky se tak staly vůbec prvními tenisty od roku 1896, kteří obhájili zlatou olympijskou medaili.

## Přehled medailí

### Medailisté
| Soutěž         | Zlato                                                                    | Stříbro                                        | Bronz                                                              |
| Mužská dvouhra | Andre Agassi · Spojené státy americké (USA)                              | Sergi Bruguera · Španělsko (ESP)               | Leander Paes · Indie (IND)                                         |
| Ženská dvouhra | Lindsay Davenportová · Spojené státy americké (USA)                      | Arantxa Sánchez Vicariová · Španělsko (ESP)    | Jana Novotná · Česko (CZE)                                         |
| Mužská čtyřhra | Todd Woodbridge · Mark Woodforde · Austrálie (AUS)                       | Neil Broad · Tim Henman · Velká Británie (GBR) | Marc-Kevin Goellner · David Prinosil · Německo (GER)               |
| Ženská čtyřhra | Gigi Fernándezová · Mary Joe Fernandezová · Spojené státy americké (USA) | Jana Novotná · Helena Suková · Česko (CZE)     | Conchita Martínezová · Arantxa Sánchez Vicariová · Španělsko (ESP) |

### Pořadí národů
| Pořadí | Země                         | Zlato | Stříbro | Bronz | Celkově |
| 1.     | Spojené státy americké (USA) | 3     | 0       | 0     | 3       |
| 2.     | Austrálie (AUS)              | 1     | 0       | 0     | 1       |
| 3.     | Španělsko (ESP)              | 0     | 2       | 1     | 3       |
| 4.     | Česko (CZE)                  | 0     | 1       | 1     | 2       |
| 5.     | Velká Británie (GBR)         | 0     | 1       | 0     | 1       |
| 6.     | Německo (GER)                | 0     | 0       | 1     | 1       |
| 6.     | Indie (IND)                  | 0     | 0       | 1     | 1       |